# Abraham Darío Carreño
Abraham Darío Carreño Rohan (Monterrey, Nuevo León, México; 13 de enero de 1988) es un futbolista mexicano. Jugaba como delantero y su último equipo fue el Club Deportivo Nueva Concepción de la Primera División de Guatemala. Además, es el actual director deportivo del club Real San cosme de la tercera división profesional de México (liga TDP)

## Biografía
El primer equipo con el que jugó Carreño fue el equipo de Monterrey desde sus 10 años de edad varios años después a sus 18 jugó con Dorados de Chihuahua o mejor conocidos como Dorados Fuerza UACH con el que tuvo una gran participación jugando 15 juegos en la Segunda División, anotando 11 goles y considerándose una de los mejores jugadores, logró llegar a la Liguilla en la Segunda División en donde quedarían eliminados en la primera fase, Carreño jugó los dos partidos completos pero no anotó gol.
Abraham Carreño regresó a Monterrey llegando al Club de Fútbol Monterrey de la Segunda División para jugar el Torneo Clausura 2008 y Ricardo Lavolpe pidió que lo mandaran a la Primera "A" para verlo más de cerca. En el Clausura 2008 solo tuvo 2 participaciones en el Cuadro de Segunda División donde consiguió anotar un solo gol. En el cuadro de Primera División 'A' dirigido por Gerardo Jiménez, jugó apenas 8 partidos, donde no obtuvo ni un solo gol en esos 404 minutos jugados.
Después de haber acabado la temporada para Rayados "A", el equipo de Segunda división lo pidió de refuerzo para la Liguilla, jugó 3 partidos en la Liguilla en donde aprovechó para demostrarse con el Club Monterrey metiendo 6 goles en 3 partidos. En el Apertura 2008 regresa a Rayados "A" jugando 10 partidos. Obtuvo solo 2 goles aun teniendo una mala campaña en el cuadro de Primera A.
Para el Clausura 2009 jugó en la Primera "A" con Rayaditos "A" en la que en la Jornada 2, anotó 2 goles al minuto 1 y al minuto 69 con esto intenta retomar su calidad como delantero.
El 13 de junio de 2018, firmó con Comunicaciones F.C.
El 20 de enero de 2021, debuta con el equipo de Grecia FC de la primera división de Costa Rica.

## Trayectoria

### Participación en Primera División
Regresa al Monterrey a petición del técnico Ricardo La Volpe que lo debuta un 11 de octubre de 2008 en un partido correspondiente a la fecha 12 del Torneo Apertura 2008 , al entrar de cambio por Severo Meza al minuto 70 pero solo jugaría un partido más en ese torneo contra el Club San Luis .
Para el Torneo Clausura 2009 ya bajo el mando del técnico Víctor Manuel Vucetich , anota su primer gol en la visita a los Indios de Ciudad Juárez en un partido por la fecha 2 y el cual le dio el empate a su equipo . Así logra más continuidad dentro del primer equipo entrando en 15 partidos como relevo de los 16 que disputó , anotando 5 goles que le dieron 8 puntos al Monterrey y ganándose el apodo de Talismán.
Para el siguiente Torneo Apertura 2009 juega 15 partidos, 13 entrando como relevo, y anotando 4 goles, uno de ellos en semifinales contra el Club Toluca al haber entrado de cambio por Aldo de Nigris al minuto 65 y que le dio el pase a la Gran Final, misma que terminó ganando el Club de Fútbol Monterrey aunque Darío no vio un solo minuto de acción .
Para el Torneo Bicentenario 2010 (México) es líder general con el club , y tras la salida del delantero figura del club Humberto Suazo al Real Zaragoza de España , toma la responsabilidad de la delantera Rayada junto a Aldo de Nigris y logra su mejor torneo en cuanto a números con 19 partidos jugados , 8 de titular y 7 tantos anotados , pero el equipo queda eliminado en cuartos de final . En el Torneo Apertura 2010 juega solo 8 partidos , 6 como relevo y anota solo 1 gol , pero gana su segundo título de liga con el club . Para el 2011 logra el campeonato de la Concacaf Liga Campeones donde anota 3 tantos y en el Torneo Clausura 2011 2 tantos más .Para el cierre del 2011 juega poco en el torneo de liga y solo logra anotar 2 tantos , pero en la primera fase de la Concacaf Liga Campeones 2011-12 anota un Hattrick frente al Club Sport Herediano en la victoria de 0-5 del Monterrey , anota dos goles más en la competencia la cual terminaría ganando con el Monterrey por segunda vez consecutiva .
En el Torneo Clausura 2012 tiene poca actividad con solo 10 partidos jugados y dos goles anotados en el torneo , en el cual terminaría siendo subcampeón . Para el apertura 2012 solo juega 11 partidos , 9 de relevo y anota solo 1 gol por lo cual sería su último torneo con la casaca Rayada tras anunciarse el intercambio con el Pachuca Club de Fútbol por el jugador Leobardo López García , Carreño reportaría con el cuadro Tuzo después de terminar su participación en la Copa Mundial de Clubes de la FIFA 2012 .

### Club de Fútbol Pachuca
Llegó para el torneo Clausura 2013 como cambio por el Defensa Leobardo López García con el Club de Fútbol Monterrey. En su estadía con el Pachuca ha anotado en 4 ocasiones, los 2 primeros encuentros comenzó en la banca, pero se ganó el puesto titular a base de goles.

### Club Puebla
Llega al Club Puebla para disputar la Apertura 2017.

## Inferiores
| Temporada     | Equipo                        | JJ | Goles | División                       |
| ------------- | ----------------------------- | -- | ----- | ------------------------------ |
| Apertura 2007 | Dorados U.A. de Chihuahua     | 17 | 11    | Segunda División de México *   |
| Clausura 2008 | Monterrey de Segunda División | 3  | 7     | Segunda División de México *   |
| Clausura 2008 | Rayados "A"                   | 8  | 14    | Primera División 'A' de México |
| Apertura 2008 | Rayados "A"                   | 10 | 2     | Primera División 'A' de México |
| Clausura 2009 | Rayados "A"                   | 2  | 7     | Primera División 'A' de México |

### Clubes
| Club                | Temporada           | Liga     | Liga  | Copas nacionales * | Copas nacionales * | Copas internacionales ** | Copas internacionales ** | Otras *** | Otras *** | Total    | Total |    |
| Club                | Temporada           | Partidos | Goles | Partidos           | Goles              | Partidos                 | Goles                    | Partidos  | Goles     | Partidos | Goles |    |
| ------------------- | ------------------- | -------- | ----- | ------------------ | ------------------ | ------------------------ | ------------------------ | --------- | --------- | -------- | ----- | -- |
| Monterrey           | Apertura 2008       | 2        | 0     | -                  | -                  | -                        | -                        | -         | -         | 2        | 0     |    |
| Monterrey           | Clausura 2009       | 16       | 5     | -                  | -                  | -                        | -                        | -         | -         | 16       | 5     |    |
| Monterrey           | Apertura 2009       | 16       | 15    | 4                  | -                  | -                        | -                        | -         |           |          | 15    | 9  |
| Monterrey           | clausura 2010       | 19       | 15    | 7                  |                    | -                        | 4                        | 0         | 4         | 0        | 27    | 9  |
| Monterrey           | Apertura 2010       | 19       | 8     | 1                  | -                  | -                        | 9                        | 1         | -         | -        | 17    | 8  |
| Monterrey           | Clausura 2011       | 17       | 8     | 2                  | -                  |                          | -                        | -         | -         | -        | 17    | 11 |
| Monterrey           | Apertura 2011       | 17       | 13    | 2                  | -                  | -                        | 8                        | 5         | -         | -        | 21    | 14 |
| Monterrey           | Clausura 2012       | 9        | 13    | 2                  | -                  | -                        | -                        | -         | -         | -        | 29    | 20 |
| Monterrey           | Apertura 2012       | 9        | 11    | 1                  | -                  | -                        | 4                        | 3         | -         | -        | 15    | 9  |
|                     | Total               | 110      | 11    | 24                 | 0                  | 0                        | 25                       | 9         | 4         | 0        | 159   | 80 |
| Pachuca             |                     |          |       |                    |                    |                          |                          |           |           |          |       |    |
| Clausura 2013       | 16                  | 5        | 3     | 1                  | -                  | -                        | -                        | -         | 19        | 6        |       |    |
| Apertura 2013       | 16                  | 5        | 1     | 2                  | 1                  | -                        | -                        | -         | -         | 17       | 10    |    |
| Clausura 2014       | 5                   | 5        | 3     | 0                  | 0                  | -                        | -                        | -         | -         | 20       | 12    |    |
| Apertura 2014       | 5                   | 7        | 0     | -                  | -                  | 3                        | 3                        | -         | -         | 10       | 7     |    |
|                     | Total               | 7        | 33    | 9                  | 5                  | 2                        | 3                        | 3         | -         | -        | 53    | 29 |
| Tigres UANL         |                     |          |       |                    |                    |                          |                          |           |           |          |       |    |
| Clausura 2015       | 6                   | 0        | -     | -                  | -                  | -                        | -                        | -         | 6         | 3        |       |    |
| Total               | 6                   | 6        | 0     | -                  | -                  | -                        | -                        | -         | -         | 6        | 3     |    |
| Chiapas             |                     |          |       |                    |                    |                          |                          |           |           |          |       |    |
| Apertura 2015       | 1                   | 1        | 2     | 1                  | -                  | -                        | -                        | -         | 3         | 2        |       |    |
| Total               | 1                   | 1        | 1     | 2                  | 1                  | -                        | -                        | -         | -         | 3        | 2     |    |
| Comunicaciones FC   | Apertura 2018       | 20       | 10    |                    |                    |                          |                          | 4         | 0         |          |       |    |
| Total en su carrera | Total en su carrera | 150      | 34    | 7                  | 3                  | 28                       | 12                       | 4         | 0         | 187      | 114   |    |

## Palmarés
- Liga de la Primera División de México

Torneo Apertura 2009 / Club de Fútbol Monterrey
- Campeón Interliga 2010

Interliga 2010 / Club de Fútbol Monterrey
- Liga de la Primera División de México

Torneo Apertura 2010 / Club de Fútbol Monterrey
- Concacaf Liga Campeones 2010-11

Concacaf Liga Campeones 2010-11 / Club de Fútbol Monterrey